# Agave polyacantha
Agave polyacantha là một loài thực vật có hoa trong họ Măng tây. Loài này được Haw. mô tả khoa học đầu tiên năm 1821.

## Hình ảnh

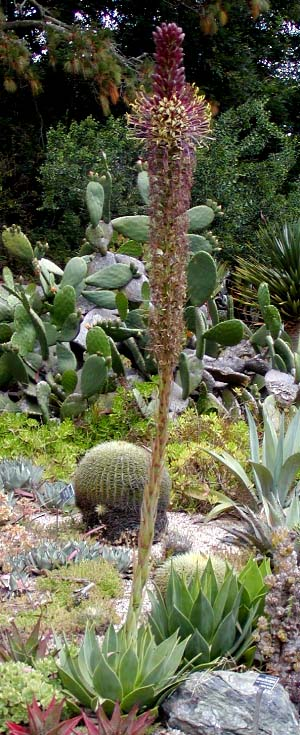